# Мацей Дригас
Мацей Дригас — польський кінорежисер. Дригас народився 3 квітня 1956 року в місті Лодзь, Польща. Він є кіно- і радіорежисером, сценаристом, а також професором і викладачем Національної школи кінематографії в Лодзі. Після закінчення у 1981 році режисерського факультету Всесоюзного державного інституту кінематографії (ВДІК) працював помічником таких режисерів, як Кшиштоф Зануссі й Кшиштоф Кєшьловський. Володар нагород багатьох міжнародних фестивалів.

## Фільмографія
- Психотерапія (1984)
- Почуй мій крик (1991)
- Стан невагомості (1994)
- Один день в Польській Народній Республіці (2006)
- Абу Гараз (2013)